# Cancer de la vessie
 Mise en garde médicale
La paroi interne de la vessie est tapissée de cellules transitionnelles qui  sont à l'origine de la plupart des cancers de la vessie.
L'évolution et la prise en charge dépend beaucoup du caractère invasif de la tumeur. On distingue le cancer superficiel de la vessie du cancer invasif (tumeur infiltrante). Si le cancer superficiel reste de bon pronostic, le cancer invasif de la vessie est beaucoup plus grave et nécessite des traitements agressifs.

## Épidémiologie

### Incidence
Il s'agit de l'un des dix plus fréquents cancers avec un peu plus de 500 000 cas annuels de par le monde.
L'âge moyen est de 65 ans. Il touche 4 hommes pour 1 femme, mais ce taux évolue au fur et à mesure que l'impact du tabagisme chez la femme se fait sentir.
Le cancer de la vessie est une tumeur fréquente. En 2000, 10 700 nouveaux cas ont été diagnostiqués en France, parmi lesquels un tiers est lié au tabagisme. Il est le sixième cancer le plus fréquent en France.

### Mortalité
Il représente 3,5 % des décès par cancer.
Le taux de survie à 5 ans est de 96 %, lorsque les tumeurs infiltrent le muscle uniquement (TVIM), 70 % lorsqu'il s'étend et seulement 5 % lorsque les métastases se diffusent dans le corps.
Tous types de cancers de la vessie confondus, le taux de survie à 5 ans est de 77,4 % . Il est plus mauvais chez la femme en raison d'un retard au diagnostic, l'hématurie étant banale au cours d'une infection urinaire..

### Facteurs de risque
Le facteur de risque non modifiable le plus important reste l'âge.
Les facteurs favorisants les plus importants sont le tabagisme (responsable de 40 % des cancers de la vessie) et certains cancérogènes chimiques. À ce titre le cancer de la vessie peut être considéré comme une maladie professionnelle.
Les principales substances industrielles en cause sont : 
- les amines aromatiques ;
- leurs dérivés hydroxylés halogénés et sulfonés. (tableau français no 15 des maladies professionnelles) ;
- les dérivés de l'aniline ;
- certains hydrocarbures polycycliques et probablement les fumées de diesel[7] ;
- les brouillards de certaines huiles minérales[8] ;
- les dérivés industriels du tryptophane ;
- l'arsenic[9] (qui a autrefois été abondamment utilisé comme pesticide et qui sert (avec l'antimoine) de durcisseur aux plomb des munitions de chasse ; Il semble exister une synergie entre arsenic et fumées du tabac[10] ;
- certains pesticides sont soupçonnés depuis peu, en raison d'une augmentation du risque de cancer de la vessie chez des professionnels exposés aux pesticides de traitement de légumes en plein champ et sous-serres ou à des tâches telle que le semis de pois et de betteraves[11].

Par ailleurs on retrouve à l'origine du cancer de la vessie certains médicaments (phénacétine, cyclophosphamide) ou une irradiation pelvienne. 
Les lésions de bilharziose urinaire peuvent dégénérer en lésions malignes de type cancer épidermoïde de la vessie. Cette parasitose se retrouvant principalement en Égypte et en Afrique de l'Ouest.
Plusieurs mutations sur certains gènes augmentent le risque de cancer de la vessie, notamment sur le gène p63, le gène codant le récepteur du facteur de croissance épidermique, ainsi que d'autres gènes. Le risque de cancer de la vessie est également considérablement augmenté au cours d'un syndrome de Lynch.
L'eau chlorée serait un facteur de risque. Des sous-produits dont les trihalométhanes se forment lors des réactions entre le chlore et les matières organiques de l'eau. La concentration de ces sous-produits dans l'organisme est un facteur de cancer de la vessie,. L'eau des piscines chlorées est fortement chargée en trihalométhanes, dans les piscines chlorées le nageur est ainsi exposé à ces sous-produits par absorption cutanée.
Il existe également une néphropathie tubulo-interstitielle endémique dans la région des Balkans, qui peut se complique en cancer urothélial. Cette maladie résulte d'une intoxication alimentaire par une mycotoxine, l'ochratoxine A, produite par un champignon des céréales.

## Diagnostic

### Symptômes
Les éléments cliniques évoquant une tumeur cancéreuse de la vessie sont peu spécifiques. On note en premier lieu l'hématurie micro ou macroscopique (un cancer de la vessie est retrouvé dans environ un cas sur cinq d'hématurie macroscopique), la dysurie, les signes d'infection urinaire à urine claire, les infections urinaires récidivantes. L'altération de l'état général et les douleurs marquent souvent un stade avancé de la maladie.
Les symptômes cliniques nécessitent une confirmation avec réalisation : 
- d'une bandelette urinaire retrouvant l'hématurie ;
- d'un examen cytologique des urines confirmant parfois la présence d'hématies et de cellules anormales mais cet examen a une faible sensibilité ;
- la cystoscopie permet de visualiser les lésions vésicales et effectuer dans le même temps des biopsies pour études anatomopathologiques des lésions et confirmation du diagnostic. C'est un examen essentiel. Il peut être aidé par l'instillation locale d'hexaminolevulinate qui se fixe sur les cellules cancéreuses permettant de les mettre en évidence grâce à une lumière bleue[21] ;
- les examens d'imageries tel le scanner et l'IRM du bassin sont utiles au bilan d'extension. Dans ce dernier examen, l'injection de ferumoxtran-10 permettrait de détecter les métastases ganglionnaires, même de petites tailles, avec une très bonne sensibilité et spécificité[22].

### Bilan d'extension
Le cancer de la vessie se développe à partir de la muqueuse interne de la vessie. En absence de traitement, la maladie s'étend au-delà de la muqueuse à travers la paroi de la vessie, dissémine au travers des vaisseaux lymphatiques vers les ganglions du petit bassin, et au travers des veines dans l'ensemble de l'organisme.
Le bilan d'extension permet de connaître le stade exact de la maladie, d'appliquer le traitement le mieux adapté et d'estimer le pronostic de la maladie.

### Anatomopathologie
Il existe différents types anatomopathologiques de tumeur maligne de la vessie. Le terme cancer de la vessie correspond au carcinome de la vessie. Il en existe trois formes :
- le carcinome transitionnel (ou carcinome urothélial) est la forme la plus fréquente. Il représente 90 % des cancers de la vessie.
- le carcinome épidermoïde est plus rare, il correspond à 7 % des cancers.
- l'adénocarcinome est plus rare, environ 1 %.

Les tumeurs malignes (cancer) non carcinomateuses correspondent aux lymphomes, sarcomes et tumeurs neuroendocrines  de la vessie dont le traitement diffère des carcinomes.

### Classification
Le grade
G1
G2
G3

#### Classification TNM-UICC 2002
T (Tumeur)
- Tx Tumeur primitive ne pouvant être classée
- T0 Pas de tumeur
- Ta carcinome papillaire superficiel, non invasif (papillaire, respectant la membrane basale)
- Tis carcinome in situ (plan, respectant la membrane basale)
- T1 Tumeur envahissant le tissu conjonctif sous-épithélial
- T2 Tumeur envahissant le muscle (ou détrusor)
  - T2a Musculeuse superficielle
  - T2b Musculeuse profonde
- T3 Tumeur envahissant le tissu péri vésical (graisse)
  - T3a Atteinte microscopique
  - T3b Atteinte macroscopique
- T4 Invasion des viscères adjacents
  - T4a Prostate ou utérus ou vagin
  - T4b Paroi pelvienne ou paroi abdominale

N (Adénopathies régionales)
- Nx Absence de renseignements suffisants
- N1 Envahissement d'un seul ganglion pelvien <2 cm de plus grand diamètre
- N2 Envahissement d'un seul ganglion > 2 cm mais <5 cm ou plusieurs ganglions <5 cm
- N3 Envahissement d'un ganglion > 5 cm

M (Métastases à distance)
- M0 Pas de métastase à distance
- M1 Présence de métastases à distance

#### Classification des tumeurs superficielles de la vessie
Le comité de Cancérologie de l'Association Française d'Urologie a défini une classification des tumeurs superficielle de la vessie. Cette classification permet de distinguer trois stades pour lesquels le risque de rechute à 5 ans et de décès à 10 ans se distinguent nettement.
| RISQUE EVOLUTIF                | CANCER SUPERFICIEL DE LA VESSIE                                    | RISQUE DE PROGRESSION A 5 ANS | RISQUE DE DECES PAR TUMEUR A 10 ANS |
| ------------------------------ | ------------------------------------------------------------------ | ----------------------------- | ----------------------------------- |
| Groupe 1 : risque faible       | pTa G1 unique pTa G1-G2 non récidivant à trois mois                | 7,1 %                         | 4,3 %                               |
| Groupe 2: risque intermédiaire | pTa G2 multifocal pTa multirécidivant pTa G3, pT1 G2 unique        | 17,4 %                        | 12,8 %                              |
| Groupe 3 : risque élevé        | pT1 G3 pTis diffus pT1 multifocal pT1 récidivant à moins de 6 mois | 41,6 %                        | 36,1 %                              |

En 2016, l'OMS  a publié une nouvelle classification histologique des tumeurs de la vessie

## Pronostic
Les facteurs pronostiques sont :
- le stade TNM ;
- le grade histologique ;
- la présence ou non d'une hydronéphrose ;
- la qualité de la résection transurétrale pour les patients traités par association radiochimiothérapie.

La survie à cinq ans des formes localisées à la vessie est de 60 % quel que soit T. Elle est indépendante du type de traitement local.
La survie à 5 ans des formes avec extension ganglionnaire pelvienne est de 5 à 25 % selon l'importance de l'atteinte ganglionnaire.
La survie à 5 ans est de 10 à 15 % chez les patients traités par chimiothérapie. La plupart des décès sont observés dans les 2 ans suivant le diagnostic.
Les formes métastatiques ont un très mauvais pronostic, avec une durée de survie proche d'un an.

## Méthodes thérapeutiques
La prise en charge du cancer de la vessie a fait l'objet de la publication de recommandations, concernant essentiellement les formes invasives. Celles américaines datent de 2017, celles européennes de 2020.

### Chirurgie

#### Résection transurétrale de vessie
- la résection transurétrale de vessie (RTUV) est le traitement de référence des tumeurs superficielles de la vessie. Le geste peut être renouvelé, en cas de récidive, conformément aux recommandations.

#### Cystectomie
- la cystectomie (ablation chirurgicale de la vessie) partielle peut être envisagée pour les tumeurs infiltrantes de la vessie, dans des conditions précises :
  - uniques
  - de petite taille
  - siégeant sur la portion mobile de la vessie
  - sans carcinome in situ associé
  - laissant la capacité vésicale post-chirurgicale suffisante

- la cystectomie totale (cystoprostatectomie chez l'homme, pelvectomie antérieure chez la femme), précédée d'un curage ganglionnaire obturateur, iliaque externe et hypogastrique avec examen histologique extemporané. Elle impose le drainage des urines par voie trans-intestinale type Bricker ou une entérocystoplastie type Camey ou une dérivation interne type Coffey.

Si au cours de l'intervention, le chirurgien observe un envahissement ganglionnaire important ou une extension de la tumeur aux organes de voisinage, il est possible que la cystectomie ne soit pas réalisée.

#### Curage ganglionnaire
Le curage ganglionnaire (curage ilio-obturateur) permet de connaître l'extension de la maladie et donc son pronostic. il a également un intérêt curatif. En effet, la découverte de cellules cancéreuses dans les ganglions du bassin signe une extension de la maladie au-delà de la vessie ce qui est de mauvais pronostic. Dans ce contexte l'ablation de ces ganglions permet de prolonger la survie des patients,

### Radiothérapie externe
Elle délivre par 4 faisceaux d'irradiation, 45 Gy dans le pelvis, puis 20 Gy sur la loge vésicale, en 6 à 7 semaines à l'aide d'un accélérateur linéaire de 15 MV.

L'association radiochimiothérapie combine la radiothérapie et une chimiothérapie (à base de cisplatine 25 mg j−1 et de 5-FU 1 000 mg j−1). Elle semble supérieure à la radiothérapie seule en matière d'efficacité. 
La radiothérapie est également indiquée à titre antalgique sur des métastase(s) osseuse(s).

La curiethérapie vésicale est pratiquement abandonnée.

### Chimiothérapie et immunothérapie

#### Traitement endovésical
Une chimiothérapie par mitomycine C peut être instillée directement après la résection trans uréthrale de la tumeur, permettant de réduire le risque de récidive. La gemcitabine constitue une autre possibilité. L'interféron alpha est à l'étude.
Une immunothérapie par BCG peut être faite, avec une efficacité semblant supérieure à celle de la chimiothérapie locale. Dans les formes réfractaires, la valrubicine ou une association gemcitabine et docetaxel peuvent être utilisés. Le pembrolizumab constitue également une piste.

#### Traitement systémique
La chimiothérapie peut être utilisée dans plusieurs situations :
- associée à la radiothérapie ;
- avant la chirurgie pour essayer de réduire la taille de la tumeur et permettre l'intervention. Il s'agit d'une chimiothérapie néoadjuvante. Plusieurs études semblent montrer un avantage à la réalisation de cette chimiothérapie sous certaines conditions sans que son intérêt soit formellement établi ;
- après la chirurgie, il s'agit alors d'une chimiothérapie adjuvante dont l'objectif est de réduire ou retarder les rechutes. Dans cette situation également plusieurs études semblent montrer un avantage à cette chimiothérapie sans que son intérêt ait été parfaitement démontré.

Pour la chimiothérapie par voie systémique les molécules efficaces dans le cancer de la vessie sont le cisplatine, le méthotrexate, la vinblastine, l'adriamycine, le paclitaxel et la gemcitabine. Aujourd'hui, le protocole de référence en situation adjuvante et métastatique est le protocole GC (gemcitabine cisplatine). Ce protocole est équivalent au protocole MVAC en matière d'efficacité. Il est moins toxique. L'association methotrexate, vinblastine, doxorubicine et cisplatine peut constituer une alternative.
La vinflunine peut être utilisée en deuxième ligne après échec d'une chimiothérapie à base de platine
La chimiothérapie associée à la radiothérapie peut combiner le cisplatine et le 5FU.

## Stratégie thérapeutique
Les stratégies thérapeutiques présentées sont issues des recommandations de l'EMSO (Société européenne d'oncologie médicale).

### Tumeurs superficielles pTa-pT1-pTis

#### Tumeurs de faible risque selon la classification de la CCAFU
Le traitement de référence est la résection transurètrale de vessie complète. la surveillance comprend :
- une cystoscopie à 3, 6 et 12 mois puis tous les ans pendant 5 ans
- en option : échographie annuelle après 5 ans en l'absence de récidive.

#### Tumeurs de risque intermédiaire selon la classification de la CCAFU
Le traitement de référence est la résection transurètrale de vessie complète suivie soit d'une chimiothérapie intravésicale post opératoire précoce ou d'un instillation endovésicale adjuvante.
la surveillance comprend : 
- une cystoscopie avec cytologie de lavage à 3, 6 et 12 mois puis tous les ans pendant 15 ans
- un uroscanner lors de la récidive si le contrôle est supérieur à 2 ans.

#### Tumeurs de haut risque selon la classification de la CCAFU
Le traitement de référence comprend une résection transurétrale de vessie complète suivie éventuellement de biopsies de réévaluation puis d'une immunothérapie intravésicale par BCG (protocole 6+3 et entretien souhaitable).
La surveillance comprend :
- une cystoscopie et une cytologie de lavage tous les trois mois pendant un an, tous les six mois pendant deux ans, puis une fois par an jusqu'à la quinzième année.
- une urographie intraveineuse tous les deux ans.

Pour les lésions à haut risque la cystectomie doit être envisagée en cas de récidive précoce malgré les instillations de BCG.

### Tumeurs infiltrantes localisés
Lorsque la tumeur envahit le muscle de la vessie (détrusor), le traitement doit être plus agressif. Les moyens mis en œuvre dépendront de l'extension de la maladie dans la vessie (atteinte du muscle, atteinte de la paroi de la vessie, extension de la maladie au-delà de la vessie), de la présence de ganglions métastatiques. L'état de santé du patient est également important, car il ne permet pas toujours de réaliser le traitement le plus efficace.
Le traitement de référence des tumeurs infiltrantes localisées est l'ablation chirurgicale de la vessie (ou cystectomie). Au cours de la chirurgie, on procède à un curage ganglionnaire étendu. Lorsque cette chirurgie n'est pas possible, elle peut être remplacée par une radiochimiothérapie.
Lorsque la tumeur est limitée à la vessie, le traitement de référence est la cystectomie complète précédée d'un curage ganglionnaire étendu.  
Si l'état de santé du patient ne permet pas de réaliser cette chirurgie, la chirurgie peut être remplacée par un traitement exclusif par radiothérapie associé à une chimiothérapie.
La réalisation d'une chimiothérapie avant la chirurgie doit être envisagée pour tous ces patients. S'il cette chimiothérapie n'est pas réalisée, une chimiothérapie après la chirurgie doit être envisagée.

### Tumeurs métastatiques
Le traitement de référence en situation métastatique est une chimiothérapie de type gemcitabine-cisplatine. Ce traitement permet de prolonger la survie et diminuer les symptômes liés à la maladie chez certains patients. Les signes associés à l'évolution locale de la maladie, comme l'hématurie peuvent parfois être contrôlés par l'exérèse de la vessie, appelée « cystectomie de propreté » ou une irradiation pelvienne.
La vinflunine peut être utilisée en deuxième ligne après échec d'une chimiothérapie à base de platine.

## Dépistage: voies de recherche
Un test urinaire a été mis au point pour détecter les mutations du gène TERT impliquées dans les cas les plus fréquents de cancer de la vessie. Ces tests permettent une détection précoce de la mutation, jusqu’à 10 ans avant le diagnostic clinique.